# Apis dorsata
Espèce
Répartition géographique
Les abeilles géantes (Apis dorsata) sont des abeilles migratrices,, qui vivent dans le sous-continent indien, du Pakistan au Sri Lanka et de la Chine à l'Australie.
Elles produisent du miel, mais ne sont pas domestiquées.

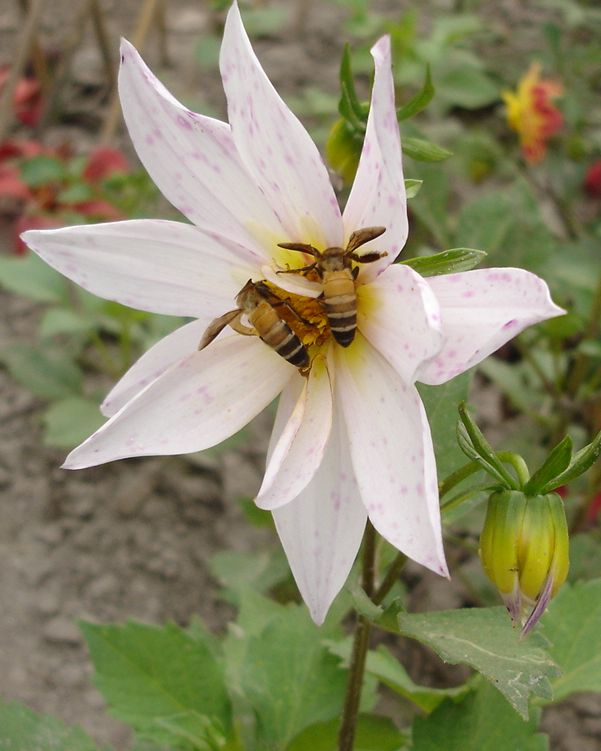
Deux abeilles géantes d'Asie Apis dorsata sur une fleur de dahlia récoltant du pollen.

Elles peuvent avoir un comportement agressif.

## Systématique
Michael S. Engel (1999) identifie plusieurs sous-espèces :
- Apis dorsata dorsata ; en Inde
- Apis dorsata binghami Cockerell ; L'abeille géante d'Indonésie et Malaisie.
- Apis dorsata breviligula La Maa des Philippines
- Apis dorsata laboriosa (Fabricius) ; en Himalaya, Myanmar, Laos et sud de la Chine.

## Description

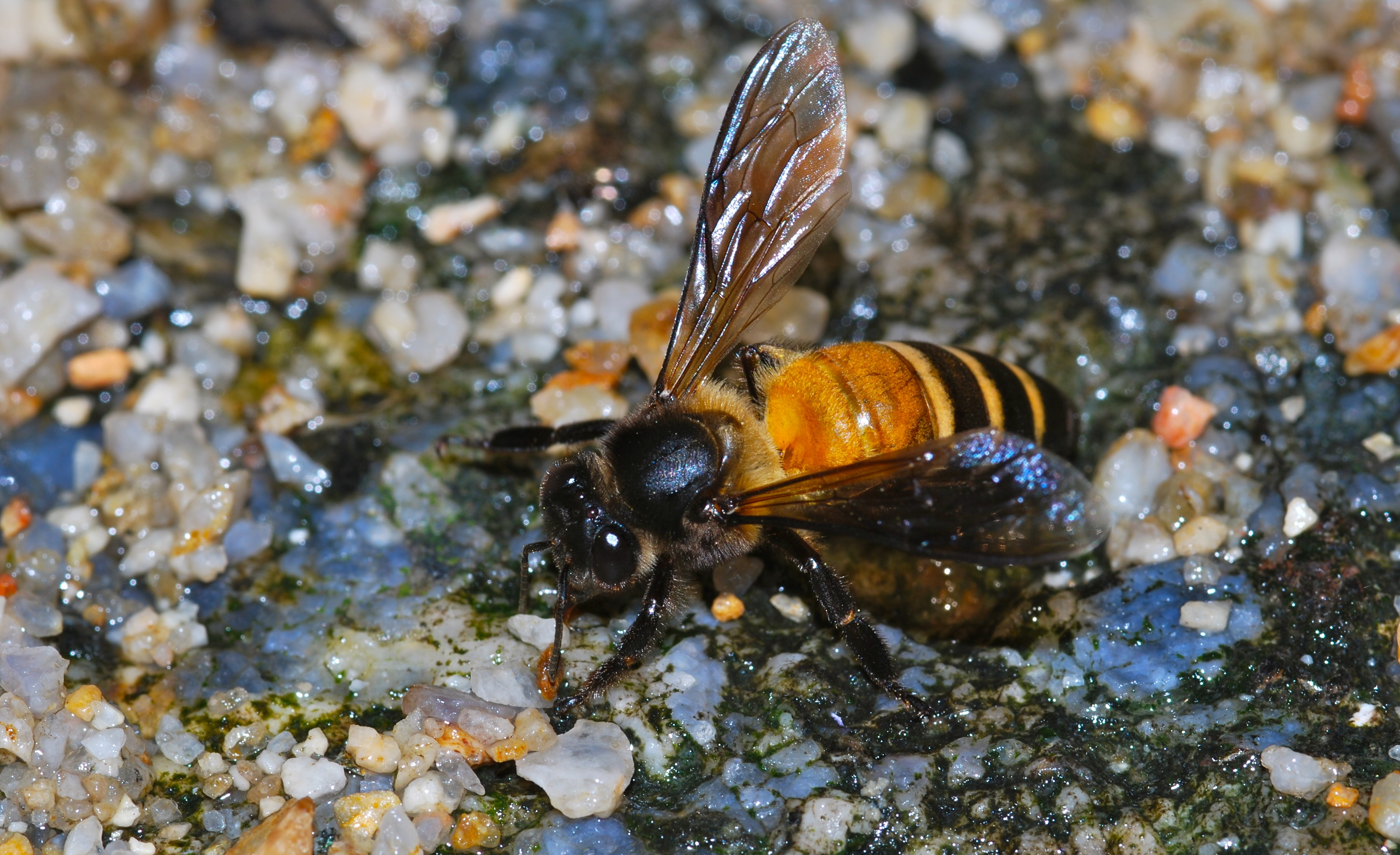
Apis dorsata (Perak, Malaisie).

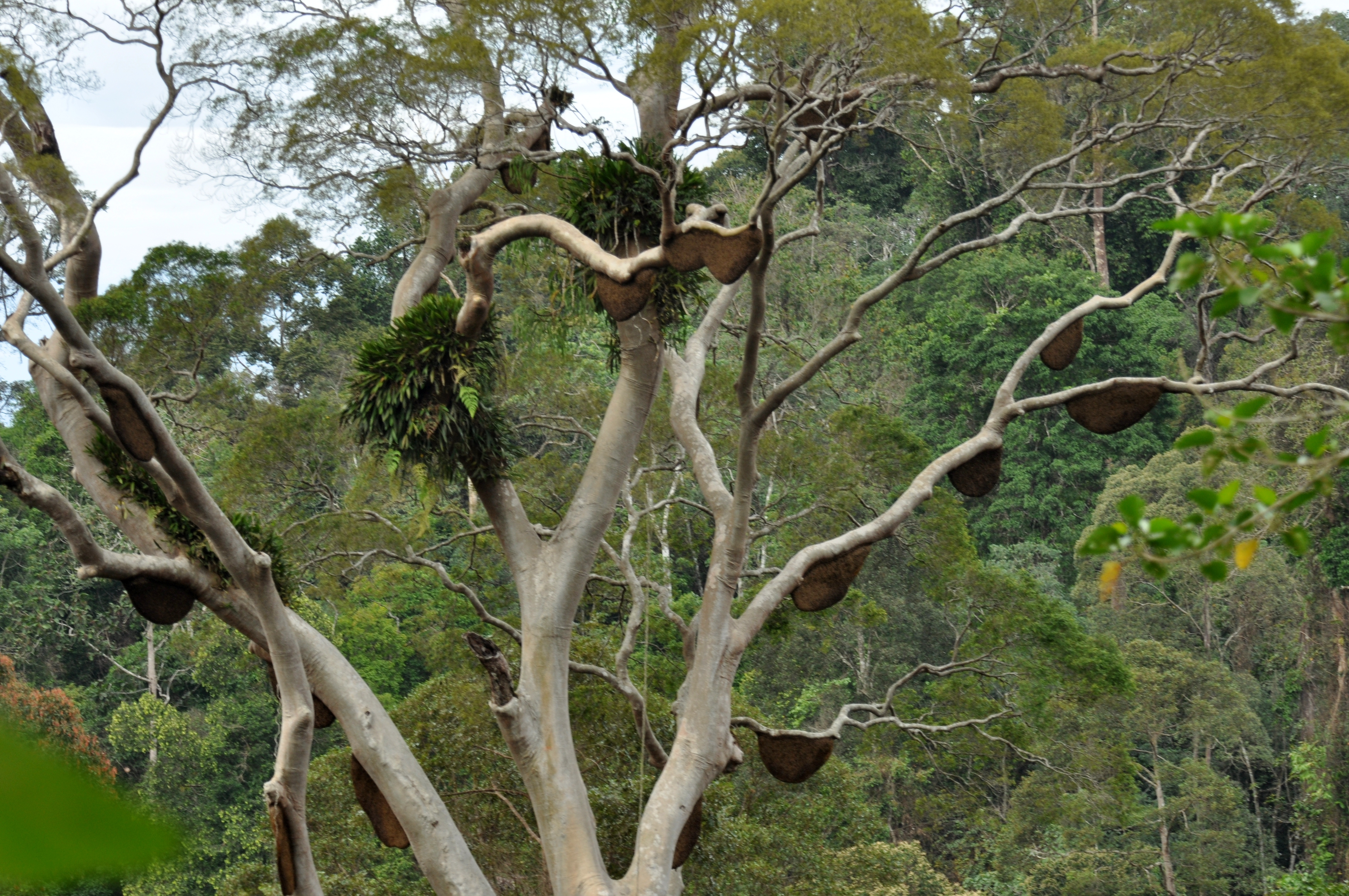
Arbre à miel, Koompassia excelsa, portant de nombreux nids.

L'abeille géante d'Asie, Apis dorsata, qui n'a jamais été domestiquée, est une abeille défensive car elle n'utilise pas de cavités fermées pour la nidification.

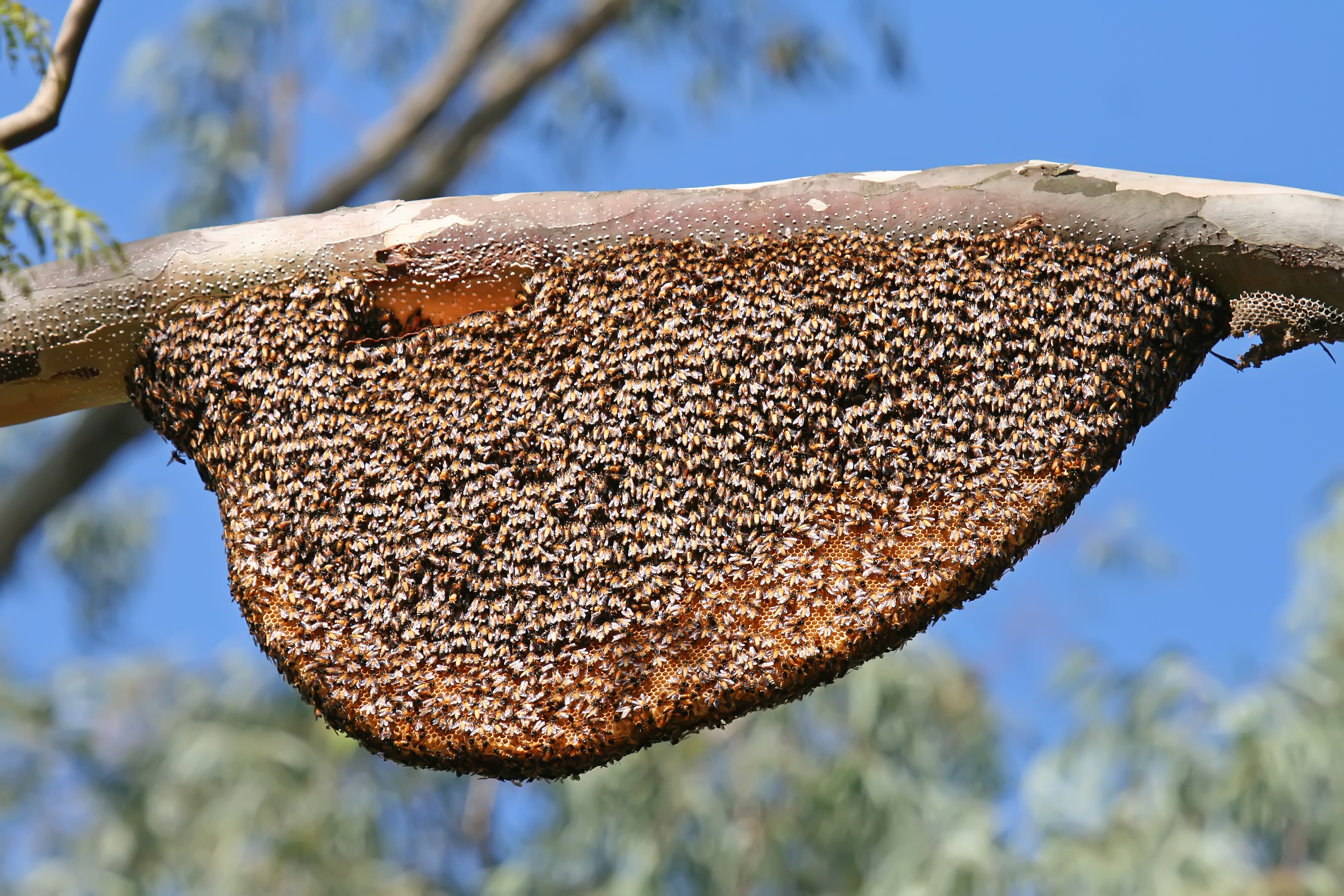
Nid suspendu, les cellules du bas sont vides.

Leurs nids de forme à peu près semicirculaire (jusqu'à 1,80 m de large) sont principalement construits dans des endroits exposés très loin du sol, sous des branches d'arbres, en particulier sous les plus hautes branches des arbres géants émergents de la canopée comme les Koompassia, dont le célèbre tualang appelé aussi arbre à miel. Leurs nids peuvent aussi être construits sous les surplombs des falaises et parfois sur des bâtiments. 
Chaque colonie se compose d'un seul rayon vertical (parfois de près d'un mètre carré) suspendu à une branche, et ce rayon est généralement couvert par une masse dense d'abeilles en plusieurs couches. 
Lorsqu'elles sont dérangées, les ouvrières peuvent présenter un comportement défensif connu sous le nom d'ondulation de défense. Les abeilles de la couche externe, ramènent leur abdomen à 90 degrés vers le haut et les secouent de façon synchronisée. Ceci peut s'accompagner d'un frottement des ailes. Le signal est transmis aux ouvrières proches qui adoptent également cette posture et créent ainsi un effet visible – et sonore – d'« ondulation » sur la face du rayon, de manière presque identique à une vague de spectateurs dans un stade bondé.
Ces abeilles sont tropicales et dans la plupart des endroits, elles migrent de façon saisonnière. Certaines données récentes indiquent que les abeilles reviennent nidifier sur le même site, même si la plupart sinon la totalité des ouvrières d'origine peut être remplacée lors du processus. Le mécanisme de rétention de la mémoire demeure incompris. En dépit de sa nature agressive, cette espèce est traditionnellement utilisée comme source de miel et de cire d'abeille par les peuples autochtones comme les Dayak dans une pratique connue sous le nom de chasse au miel.